# Michael Töngi
Michael Töngi, né le 16 mars 1967 à Sursee (originaire de Kriens et d'Engelberg), est une personnalité politique du canton de Lucerne, membre des Verts.
Il est député du canton de Lucerne au Conseil national depuis mars 2018.

## Biographie
Michael Töngi naît le 16 mars 1967 à Sursee, dans le canton de Lucerne. Il est originaire de Kriens, dans le même canton, et d'Engelberg, dans le canton d'Obwald.
Après l'école primaire à Kriens et le gymnase Alpenquai de Lucerne (de), il fait des études d'histoire et d'allemand aux universités de Bâle et de Lucerne.
Il travaille entre autres comme secrétaire cantonal des Verts lucernois de 1998 à 2001 et pendant un an et demi comme rédacteur à la rubrique locale de la Neue Luzerner Zeitung,.
De 2003 à 2011[réf. nécessaire], il travaille pour l'association des locataires allemands puis comme secrétaire général de l'Association suisse des locataires jusqu'en 2018. Il y est ensuite membre du comité.
Il vit à Kriens. Il est en couple depuis 2001 avec son partenaire,  Thom Schlepfer, responsable de projets en matière de politique de logements pour la ville de Zurich,. Il est l'une des premières personnalités politiques suisses à affirmer publiquer son homosexualité. 

## Parcours politique
Il adhère aux Verts à l'âge de 20 ans.
Sa carrière politique commence au sein du Conseil des habitants (législatif) de Kriens, dont il est membre de 1990 à 2001 ; il le préside en 1999-2000[réf. nécessaire].
De 2004 à 2008, il est coprésident des Verts lucernois[réf. nécessaire] et de 2007 à 2018 membre du Conseil cantonal de Lucerne,. En 2015, il se porte candidat au gouvernement du canton de Lucerne, mais n'est pas élu[réf. souhaitée].
En 2015, il est candidat au Conseil national sur la liste des Verts, derrière l'élu Louis Schelbert. Lorsque ce dernier démissionne pour des raisons d'âge, Michael Töngi lui succède le 12 mars 2018. Il est réélu en 2023. Il siège au sein de la Commission des transports et des télécommunications (CTT). qu'il préside de fin 2019 à fin 2021, et de la Commission de gestion (CdG). 

## Profil politique
Il se profile comme le spécialiste des questions financières de son groupe parlementaire au Conseil cantonal de Lucerne.
Ses priorités politiques incluent l'engagement envers une mobilité respectueuse de l'environnement et une « politique du logement qui crée des logements plus abordables ». 